# Каратунского хлебоприёмного пункта
 Каратунского хлебоприемного пункта  — поселок в Апастовском районе Татарстана. Входит в состав Каратунского сельского поселения.

## География
Находится в западной части Татарстана на расстоянии приблизительно 4 км на северо-запад от районного центра поселка Апастово у железнодорожной линии Ульяновск-Свияжск.

## История
Основан в 1942 году.

## Население
Постоянных жителей было в 1958 году — 133, в 1970—243, в 1979—295, в 1989—245. Постоянное население составляло 431 человек (татары 98 %) в 2002 году, 437 в 2010.

## Инфраструктура
Жители работают преимущественно в ОАО «Каратунское хлебоприемное предприятие», ОАО «Татавтодор», СПК имени Рахимова, в ОАО «Апастовоагрохимсервис», на Каратунском участке Буинского филиала «Татнефтепродукт». В поселке действуют фельдшерско-акушерский пункт, маслозавод, элеватор, мечеть.